# Ja, när den helige Ande
Ja, när den helige Ande är en psalm med text och musik skriven 1976 av Bengt Eriksson.

## Publicerad i
- Segertoner 1988 som nr 377 under rubriken "Fader, son och ande - Anden, vår hjälpare och tröst".[1]